# Oluf Raanes
Oluf Ludvig Marius Raanes, né le 20 juin 1863 à Værøy et mort en 1932, est un explorateur norvégien. 
Il prend part de 1898 à 1902 à l'expédition d'Otto Sverdrup au nord-ouest du Groenland et dans les îles au nord du Canada sr le Fram.

## Biographie

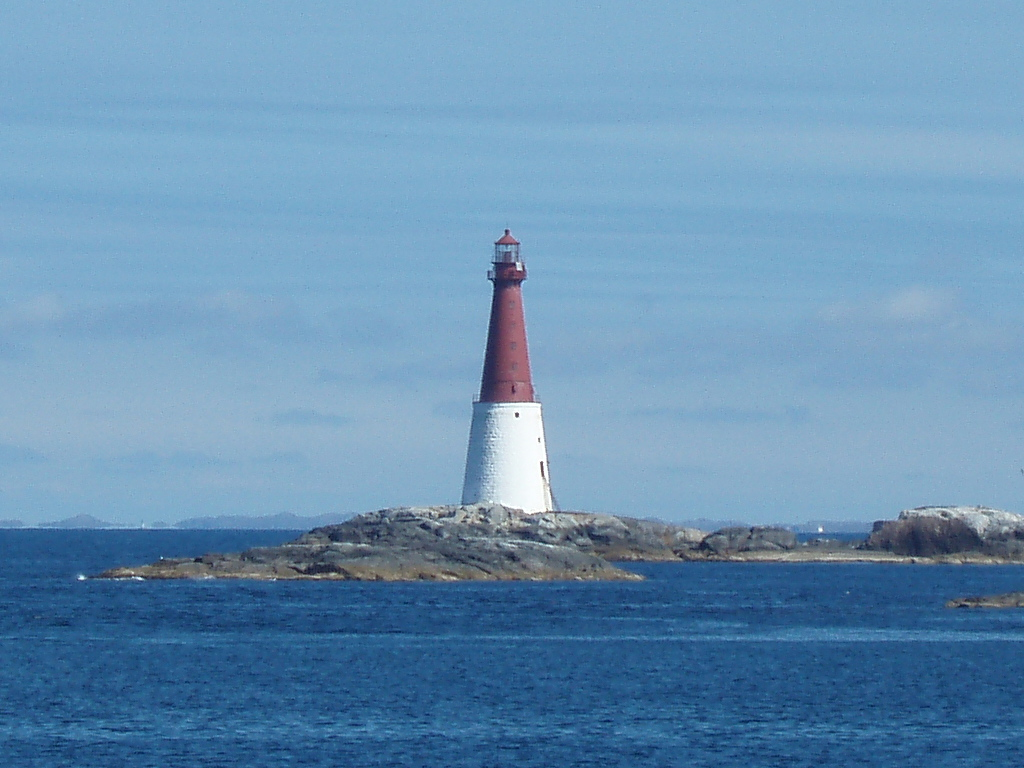
Phare de Grip

Oluf Raanes est originaire d'une région de Norvège réputée pour ses pêcheries. Il navigue dès son enfance.
En 1865, il est choisi pour participer à la deuxième expédition du Fram. Au cours de l'expédition, il accompagne Ivar Fosheim dans ses chasses aux bœufs musqués. Les deux hommes envisagent d'en capturer des vivants pour les vendre aux zoos du monde entier, projet qu'ils ne réaliseront pas. En mai 1902, avec Ivar Fosheim et Victor Baumann, il franchit la péninsule de Grinnell (North Devon), parcourt le canal de Wellington jusqu'à l'île Beechey, ancien lieu d'hivernage de l'expédition Franklin, que les explorateurs découvrent être une île. 
Après l'expédition, Raanes devient gardien de phare sur Grip près de Kristiansund puis à Andenes, où il travaillera durant 22 ans. Il prend sa retraite en 1929 et s'installe à Trondheim. 
En 1930, il contribue à restaurer le Fram en tant que navire-musée, en travaillant sur le gréement et la restauration générale. Le Fram est exposé dans son propre bâtiment au Fram Museum.

## Hommage
- La péninsule de Raanes au Nunavut a été nommée en son honneur.